# William Barton Rogers

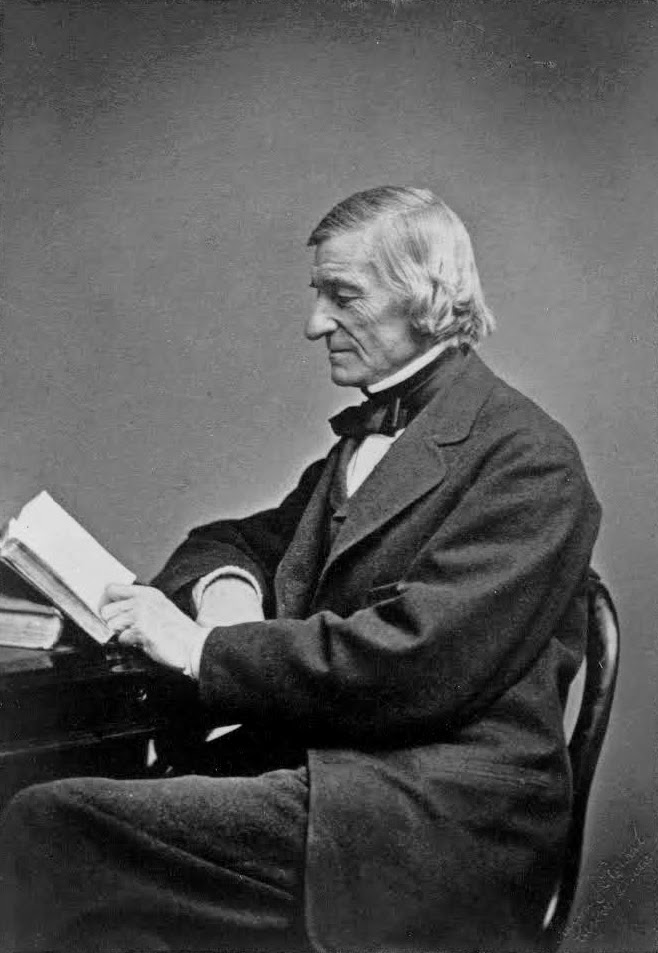
William Barton Rogers

William Barton Rogers (* 7. Dezember 1804 in Philadelphia; † 30. Mai 1882 in Boston) war ein US-amerikanischer Physiker und Geologe. Er war 1861 der Gründer des Massachusetts Institute of Technology.
Sein Vater Patrick Kerr Rogers war aus Irland eingewandert, war Arzt und Professor für Mathematik und Physik am College of William and Mary, an dem auch Rogers studierte (ohne Abschluss). 1828 wurde er dort der Nachfolger seines Vaters als Professor für Physik und Chemie. Er begann sich auch für Geologie zu interessieren und begann 1835 den von ihm initiierten Geological Survey von Virginia zu organisieren. Mit seinem Bruder Henry Darwin Rogers, damals Staatsgeologe in Pennsylvania, untersuchte er die Geologie der Appalachen und publizierte über metamorphe Umwandlung von Kohle und Gebirgsbildung. Der Geological Survey wurde 1842 eingestellt. Rogers war aber seit 1835 Professor für Physik an der University of Virginia, wobei er auch Mineralogie, Chemie und Geologie lehrte. Um näher am damaligen wissenschaftlichen Zentrum der USA in Boston zu sein gab er 1853 seine Professur auf und zog nach Boston, woher auch seine Frau Emma Savage stammte, die er 1849 geheiratet hatte. In Boston verfolgte er Pläne für eine Technische Hochschule, die gleichzeitig reine Forschung betrieb. Das führte zur Gründung des MIT 1861, dessen erster Präsident er wurde. Nebenbei war er seit 1861 Inspektor für Gas und Gasometer in Massachusetts. 1870 gab er seine Präsidentschaft aus Gesundheitsgründen auf. 1878 bis 1881 war er nochmals Präsident und danach Professor Emeritus für Physik und Geologie.
Er war Gründungsmitglied der National Academy of Sciences und von 1878 bis zu seinem Tod deren Präsident und er war Präsident der American Association for the Advancement of Science. 1845 wählte man ihn in die American Academy of Arts and Sciences. 1866 wurde er Ehrendoktor der Harvard University.
Der Mount Rogers in Virginia ist ihm zu Ehren benannt.

## Schriften
- Strength of Materials, Charlottesville 1838
- Elements of Mechanical Philosophy, Boston 1852
- Papers on the Geology of Virginia, New York 1884 (die Neuausgabe von Jed Hotchkiss der Berichte des Geological Survey of Virginia, erschienen in 6 Bänden 1836 bis 1840 in Richmond)